# Гай Аниан Вер
Гай Умидий Квадрат Аниан Вер (на латински: Gaius Ummidius Quadratus Annianus Verus) e политик и сенатор на Римската империя през 2 век.
Произлиза от фамилията Умидии. Син е на Гай Умидий Квадрат (суфектконсул 118). Жени се за Ания Корнифиция Фаустина, сестра на император Марк Аврелий. Техните деца са един син Марк Умидий Квадрат Аниан (консул през 167 г.) и една дъщеря Умидия Корнифиция Фаустина.
Той е през 146 г. суфектконсул заедно с Квинт Воконий Сакса Фид.